# Ann Mari Falková
Ann Mari Falk (1916, Stockholm Švédsko – 1988) byla švédská spisovatelka a překladatelka.

## Životopis
Studovala na francouzské škole ve Stockholmu a poté získala obchodní vzdělání. V letech 1935 až 1951 pracovala v pojišťovně. Od 40. let publikovala knihy především pro děti a mládež, které byly přeloženy do mnoha cizích jazyků. Celkem za svůj život vydala více než 60 knih.

## Ocenění
- 1953: literární cena Tidningen VI
- 1968: Cena Astrid Lindgrenové

## Dílo (výběr)
- 1944 Funtimmer
- 1947 Sommarnöje
- 1951 Ringlinje
- 1952 Brigitta går i dansen
- 1953 Barbro finner en ö
- 1961: Var vän Mica
- 1962 Mats blåser såpbubblor, ilustrace Ilon Wikland
- 1966 När Nasse Larsson åkte ambulans, ilustrace Tord Nygren
- 1970 Min Martina
- 1973 Sparka inke katten
- 1976 Cirkus Balja, ilustrace Veronica Leo
- 1978 Skepp ohoj!, ilustrace Joan Sandin
- 1984 Resan tilbaka